# Joseph McGrath
Joseph McGrath (Glasgow, 1930) é um diretor de cinema e roteirista escocês, conhecido por dirigir a comédia Casino Royale ao lado de outros cinco diretores (um deles não-creditado).

## Filmografia selecionada
- Justin Thyme (1964) (TV)
- Casino Royale (1967)
- 30 Is a Dangerous Age, Cynthia (1968)
- The Goon Show (1968) (TV)
- The Bliss of Mrs. Blossom (1968)
- The Magic Christian (1969)
- Digby, the Biggest Dog in the World (1973)
- The Great McGonagall (1974)
- Girls Come First (1975)
- The Strange Case of the End of Civilization as We Know It (1977)
- The Losers (1978) (série de televisão)
- Rising Damp (1980)
- Night Train to Murder (1983)